# Bulupayung (Patimuan)
Bulupayung is een bestuurslaag in het regentschap Cilacap van de provincie Midden-Java, Indonesië. Bulupayung telt 6626 inwoners (volkstelling 2010).